# 马哈兹尔·洛曼
拿督马哈兹尔·洛曼 （1957年4月9日—2018年8月3日），又称马哈迪·洛曼，马来西亚广播界著名的主持人及前新闻主播。

## 生平
马哈兹尔·洛曼在五个兄弟姐妹中排行第三。他曾是国家视觉艺术发展局（LPSVN）主席，于1984年加入第三电视（TV3）成为该台的马来语及英语新闻主播。他也曾经担任该电视台著名时事及访谈节目《今日大马》（MHI）及娱乐节目《Melodi》的主持人，是主持界的名人。他通晓各国语言包括法语、西班牙语、意大利语、葡萄牙语等，因此时常受邀请主持国际性节目。

## 逝世
马哈兹尔·洛曼生前患有高血压、糖尿病，也患有肺炎等多项并发症，2017年9月底他从印尼回马来西亚后就一直头痛，过后在家因陷入昏迷状态，而被送入马大医药中心加护病房接受治疗。2018年8月3日，他在沙巴亚庇的一间酒店逝世，享年61岁。